# Ицано
Ицано (итал. Izano) је насеље у Италији у округу Кремона, региону Ломбардија.
Према процени из 2011. у насељу је живело 1972 становника. Насеље се налази на надморској висини од 77 м.

## Становништво
| 1936. | 1951. | 1961. | 1971. | 1981. | 1991. | 2001. | 2011. |
| ----- | ----- | ----- | ----- | ----- | ----- | ----- | ----- |
| 1.524 | 1.635 | 1.469 | 1.384 | 1.406 | 1.414 | 1.687 | 2.068 |